# Саласар, Хулио Сесар
Хулио Сесар Саласар Энрикес (исп. Julio César Salazar Enríquez; род. 8 июля 1993, Чиуауа) — мексиканский легкоатлет, специалист по спортивной ходьбе. Выступает за сборную Мексики по лёгкой атлетике с 2009 года, обладатель двух серебряных медалей Универсиады в Тайбэе, серебряный призёр чемпионата Центральной Америки и Карибского бассейна, победитель и призёр первенств национального значения, участник летних Олимпийских игр в Рио-де-Жанейро.

## Биография
Хулио Сесар Саласар родился 8 июля 1993 года городе Чиуауа.
Впервые заявил о себе на международном уровне в сезоне 2009 года, когда вошёл в состав мексиканской национальной сборной и выступил на юношеском мировом первенстве в Бриксене, став девятым в программе ходьбы на 10 км.
В 2010 году на домашнем Кубке мира в Чиуауа занял 14-е место в юниорской гонке на 10 км.
В 2013 году выиграл серебряную медаль в дисциплине 20 км на чемпионате Центральной Америки и Карибского бассейна в Морелии.
В 2014 году финишировал шестым в ходьбе на 20000 метров на иберо-американском чемпионате в Сан-Паулу, занял 31-е место на дистанции 20 км на Кубке мира в Тайцане.
В 2015 году в дисциплине 20 км стал четвёртым на Панамериканских играх в Торонто, показал 31-й результат на чемпионате мира в Пекине.
Благодаря череде удачных выступлений удостоился права защищать честь страны на летних Олимпийских играх 2016 года в Рио-де-Жанейро — в ходьбе на 20 км показал результат 1:27:38, расположившись в итоговом протоколе соревнований на 52-й строке.
После Олимпиады в Рио Саласар остался действующим спортсменом и продолжил принимать участие в различных легкоатлетических стартах. Так, в 2017 году он отметился выступлением на Универсиаде в Тайбэе — завоевал серебряную награду личном зачёте ходьбы на 20 км и тем самым помог своим соотечественникам выиграть серебряные медали мужского командного зачёта.
В 2019 году на чемпионате мира в Дохе прошёл 20 км за 1:33:02, закрыв двадцатку сильнейших.
Выполнив олимпийский квалификационный норматив, благополучно прошёл отбор на Олимпийские игры 2020 года в Токио.